# Walter Marchetti
Walter Marchetti (Canosa di Puglia, 21 luglio 1931 – Milano, 12 maggio 2015) è stato un compositore italiano.

## Biografia
Musicista di avanguardia, frequentò nel 1956 il corso di composizione di Bruno Maderna a Milano, dove entrò in contatto e si legò di lunga e fruttuosa amicizia con il compositore spagnolo Juan Hidalgo. Nell'anno 1957, partecipò ai Ferienkurse für Neue Musik di Darmstadt, all'epoca punto di riferimento per i compositori seriali. L'anno successivo fu quello del decisivo incontro con John Cage, le cui ricerche sulla composizione aleatoria e l'utilizzo del silenzio lo allontanarono definitivamente dall'ortodossia dodecafonica e seriale, alla ricerca di nuove forme compositive in cui l'indeterminatezza aleatoria e il silenzio divenissero elementi strutturali.
Ha partecipato con Gamapirt e Doppio al Primo Concerto di Musica aleatoria per vari strumenti svoltosi a la Rotonda del Pellegrino di Milano, intitolato: Rumori alla rotonda, mercoledì 21 gennaio 1959, a cui parteciparono anche:
- John Cage (USA) con Duo e Music for piano,
- Juan Hidalgo (Spagna) con Ciu music quartet e Offenes trio,
- Leopoldo La Rosa (Perù) con Musica per pianoforte e tre timpani e Rimak.

Nel 1960 si stabilì a Barcellona dove, insieme a Josep Maria Mestres Quadreny, realizzò un ciclo di concerti intitolato Música Abierta, nell'ambito delle attività del Club 49, associazione dedicata alla promozione delle attività artistiche.
Spostatosi a Madrid nel 1964, alla ricerca di un ambiente più favorevole alle nuove idee di cui era portatore, vi fondò il gruppo Zaj insieme a Hidalgo e a Ramón Barce. Le attività del gruppo non si limitarono all'ambito della nuova musica, estendendosi più in generale alla promozione della conoscenza dell'arte moderna.
Nell'ambito delle attività del gruppo Zaj, nel 1968 Marchetti pubblicò il libro d'artista Arpocrate seduto sul loto, che è al contempo un trattato di composizione.
Negli anni '70 fu a Milano, come membro di Zaj, entrando in contatto con Demetrio Stratos e Gianni-Emilio Simonetti nel contesto dell'esperienza Fluxus. Nel 1978 collaborò con John Cage alla realizzazione dell'evento Il treno di John Cage (Bologna, 1978).
Dal 1974 ha inciso numerosi dischi, soprattutto con la Cramps Records di Gianni Sassi e, dopo il 1984, con Alga Marghen.

## Discografia[4]
- La Caccia (Da Arpocrate Seduto Sul Loto), Cramps Records, 1974
- In Terram Utopicam, Cramps Records, 1977
- Per La Sete Dell'Orecchio, Vandalia, 1984
- Vandalia, Cramps Record, 1989
- Antibarbarus, Alga Marghen, 1998
- Nei Mari Del Sud. Musica In Secca, Alga Marghen, 1999
- De Musicorum Infelicitate, Alga Marghen, 2001
- The Bird Of Paradise, Alga Marghen, 2001
- Utopia Andata E Ritorno, Alga Marghen, 2006
- Concerto Per La Mano Sinistra In Un Solo Movimento, Alga Marghen, 2016